# DRUM CAN
DRUM CAN（ドラムカン）は、日本ビクター（現・JVCケンウッド）が以前生産していたCDラジカセのシリーズ名である。

## 解説
このシリーズはほぼ円筒形のデザインを持ち、重低音再生を重視し「バスチューブ構造」と呼ばれた独自のスピーカー構造を採用していた。また、乾電池駆動や別売のカーバッテリーコードを使用しての自動車の電源での使用も可能だった。
しかし、CDラジカセそのものが大型になってしまったことで重量が増し、セッティングに時間がかかってしまうなどの理由からわずか2機種しか生産されなかったレアなモデルで、どちらもインターネットオークションやリサイクルショップでもなかなか見かけることができないほどである。実際一度出品されると閲覧回数がすぐ膨大になるほである。現在見つける事が出来ても、カセットデッキ部は内部メカのベルト切れで再生できない場合が多い。（初期の日本製仕様除く）2009年現在、部品の在庫はあるようである。
2001年に、ドラムカンシリーズの後継とも言うべきリュックサックのように背負って持ち運べる「サウンドロケット」というCDラジカセもしくはMDシステムが発売された。CDラジカセでは当時すでにテープの機能としては各社壊滅状態になっていたハイポジション録音可能なオートテープセレクターやタイマー録音機能など小型なのにもかかわらずドラムカンと引けをとらぬ充実した機能もあった。もちろん全機種乾電池駆動可能であった。2002年のFIFAワールドカップ開催時には、ワールドカップモデルも発売された。しかし、サウンドロケットも同社のClaviaシリーズの影に隠れがちだったこともあり、ドラムカン以上に希少モデルである。
2009年に、RV-NB50-Wというドラムカンのようなスタイルの可搬型パーソナルCDオーディオシステムが発売された。iPod対応であり、カセットテープ用トランスポート、およびAMラジオが省略されている。また、この後継機種として2011年にRV-NB70-Bが発売されている。

## 歴代ラインナップ
- RV-X70

ドラムカンの初代モデル。1997年に発売された。本体両サイドに16cmのスーパーウーハーとバスレフポートを搭載。その分本体が重く、大きくなったため本体の持ち運びにはショルダーベルトを採用していた。スーパーウーハーはフルレンジスピーカーとは独立したアンプで駆動させ、スーパーウーハーとフルレンジスピーカーでそれぞれ音量を調整することができた。本体色はグレーだったが、後にスケルトンブルーに変更した限定モデルの「RV-X70LTD」が発売された。生産時期が初期では日本製、それ以降はインドネシア製へ変更された。内部設計がインドネシア製では若干変更され、パーツや回路がコストダウンされている。日本製モデルは数も少なく現在希少モデルとなっている。
- RV-X55

サイズはRV-X70より小さかったことから「DRUM CAN･mini」（ドラムカン･ミニ）という愛称がついていた。本体サイズが小さいため、重低音再生はスーパーウーハーを省略してバスレフポートのみとし、「アクティブ･ハイパーバス･プロ」（AHB PRO）という低音を強調して再生する回路を採用していた。本体の持ち運びにショルダーベルトを採用しているのはX70と共通。本体色はイエローとブルーの2色。
※これ以外にも、CDプレーヤー・MDデッキを搭載しバスチューブ構造とスーパーウーハーを採用していたMDシステム「RD-MD5」が存在していたがドラムカンシリーズの一員だったかどうかは不明。消費電力がやや高めなのと当時のMDシステムの常で、乾電池使用が出来ないので、やはり、ドラムカンの使用目的とは明らかに違い据え置き使用が望ましいようである。